# خوزه کارلوس گومز فیلو
خوزه کارلوس گومز فیلو (به پرتغالی: José Carlos Gomes Filho) هافبک اهل برزیل است که در شهر ریودو ژانیرو و در تاریخ ۴ اکتبر ۱۹۷۹ به دنیا آمده‌است.
خوزه کارلوس گومز فیلو در تیم‌های فوتبال Ituano، Moto Club، União Madeira، Comercial (PR)، Penafiel، Canelas، Jorge Wilstermann، باشگاه فوتبال واردار، Cementarnica (on قرضی) سابقهٔ حضور دارد.